# Kjell A. Nordström
Kjell Anders Nordström, född 26 februari 1958 i Stockholm, är en svensk företagsekonom och författare. Han föddes i Skärholmen och efter en uppväxt delvis på Åland genomgick han svensk grundskola vid Mälarhöjdens skola, och fortsatte därefter vid Brännkyrka gymnasium mellan 1974 och 1977. Nordström inledde sina studier med teknisk inriktning, men fortsatte därefter vid Handelshögskolan i Stockholm där han 1991 avlade en ekonomie doktorsexamen inom internationellt företagande. Kjell A. Nordström medverkade som sommarpratare i Sveriges Radio P1 den 17 juli 2020.